# استفن ایورسون
استفن ایورسون (نروژی: Steffen Iversen؛ زادهٔ ۱۰ نوامبر ۱۹۷۶) بازیکن فوتبال اهل نروژ است.
از باشگاه‌هایی که در آن بازی کرده‌است می‌توان به باشگاه فوتبال وولرنگا، باشگاه فوتبال ولورهمپتون واندررز، باشگاه فوتبال کریستال پالاس، باشگاه فوتبال روزنبورگ و باشگاه فوتبال تاتنهام هاتسپر اشاره کرد.